# Nowoje Czaplino
Nowoje Czaplino (ros. Новое Чаплино) – wieś w Rosji, w Czukockim Okręgu Autonomicznym, w rejonie prowidieńskim. W 2021 liczyła 425 mieszkańców, głównie Inuitów.